# 少年技師ハンドブック
少年技師ハンドブック（しょうねんぎしハンドブック）は、1929年（昭和4年）から1931年（昭和6年）にかけて誠文堂から出版されたシリーズ本である。戦後に誠文堂新光社から出版された本もある。
当時の工作少年達に大きな影響を与えた。読者の中には後に技師になり産業界で活躍した者も多いという。
それぞれの分野で当時の産業界で活躍していた第一人者が執筆していた。
類似のシリーズに模型製作ニューハンドブックがある。

## シリーズ

### 誠文堂シリーズ
1. 本間清人『電車と電気機関車の作り方』誠文堂〈少年技師ハンドブツク 第1編〉、1930年。
2. 本間清人『科学玩具の作り方』誠文堂〈少年技師ハンドブツク 第2編〉、1930年。
3. 本間清人『モーター利用模型の作り方』誠文堂〈少年技師ハンドブツク 第3編〉、1930年。
4. 山北藤一郎『蒸汽利用模型の作り方』誠文堂〈少年技師ハンドブツク 第4編〉、1930年。
5. 本間清人『家庭実用品の作り方』誠文堂〈少年技師ハンドブツク 第5編〉、1930年。
6. 山北藤一郎『電気機械の作り方』誠文堂〈少年技師ハンドブツク 第6編〉、1929年。
7. 佐々木民部『軍艦・汽船の作り方』誠文堂〈少年技師ハンドブツク 第7編〉、1930年。
8. 宮里良保『飛行機航空船の作り方』誠文堂〈少年技師ハンドブツク 第8編〉、1930年。
9. 古沢恭一郎『やさしいラヂオの作り方　鉱石より三球まで』誠文堂〈少年技師ハンドブツク 第9編〉、1929年。
10. 古沢恭一郎『四球よりスーパー迄　高級ラヂオの作り方』誠文堂〈少年技師ハンドブツク 第10編〉、1930年。
11. 帰山教正『カメラと映写機の作り方』誠文堂〈少年技師ハンドブツク 第11編〉、1930年。
12. 鈴木義之『望遠鏡と顕微鏡の作り方』誠文堂〈少年技師ハンドブツク 第12編〉、1930年。
13. 子供の科学編輯部 編『特許の受け方と法規集』誠文堂〈少年技師ハンドブツク 第13編〉。
14. 山北藤一郎『高級電気機関車の作り方』誠文堂〈少年技師ハンドブツク 第14編〉、1930年。
15. 横山文司『セメントと面白い実用品の作り方』誠文堂〈少年技師ハンドブツク 第15編〉。
16. 横山文司『化学実験と応用品の作り方』誠文堂〈少年技師ハンドブツク 第16編〉、1931年。
17. 山田義郎『彫刻と塗装　易しい工芸品の作り方』誠文堂〈少年技師ハンドブツク 第17編〉。
18. 大町文衛『博物標本の作り方』誠文堂〈少年技師ハンドブツク 第18編〉、1931年。
19. 蒲田賢三『簡易木工器具の作り方』誠文堂〈少年技師ハンドブツク 第19編〉、1930年。
20. 山北藤一郎『電気器具と電池の作り方』誠文堂〈少年技師ハンドブツク 第20編〉。

### 誠文堂新光社シリーズ
1. 桑原達郎 『模型船舶の作り方』 誠文堂新光社〈少年技師ハンドブック〉、1949年。
2. 山北藤一郎『電氣機関車の作り方』誠文堂新光社〈少年技師ハンドブツク〉、1950年。
3. 田口武二郎『蒸気機関車の作り方』誠文堂新光社〈少年技師ハンドブック〉、1959年。
4. 山北藤一郎、田口武二郎『少年技師ハンドブック』（復刻版）誠文堂新光社、2003年2月。ISBN 4-416-30303-3。